# Équipe de Gambie des moins de 20 ans de football
Actualités
L'équipe de Gambie de football est constituée par une sélection des meilleurs jeune joueurs des moins de vingt ans gambiens sous l'égide de la Fédération de Gambie de football.

## Palmarès
- Coupe d'Afrique des nations de football des moins de 20 ans
  -  Finaliste de la Coupe d'Afrique des nations de football des moins de 20 ans en 2023
  -   Troisième de la Coupe d'Afrique des nations de football des moins de 20 ans en 2007 et 2021[1]
- Championnat U-20 Zone A de l'UFOA
  -  Vainqueur Tournoi Ufoa zone A 2020[2] Et 2018[3]
  -  Finaliste Tournoi Ufoa zone de A 2022[4]
  -  troisième en 2019[5] et 2024

## Parcours en Coupe d'Afrique des nations des moins de 20 ans
- 1983 : 1er tour
- 1985 : Tour préliminaire
- 1987 : Non qualifiée
- 1989 : Non qualifiée
- 1991 : 2e tour
- 1993 : Non qualifiée
- 1995 : Non qualifiée
- 1997 : Non qualifiée
- 1999 : Non qualifiée
- 2001 : 2e tour
- 2003 : Non qualifiée
- 2005 : Tour préliminaire
- 2007 :  Médaille de bronze
- 2009 : 1er tour
- 2011 : Phase Finale
- 2013 : 1er tour
- 2015 : 1er tour
- 2017 : 1er tour
- 2019 : 2e tour
- 2021 :   Médaille de bronze
- 2023 :   Médaille d'argent
- 2025 :  Troisième Ufoa

## Parcours en Coupe du monde des moins de 20 ans
- De 1979 à 2005 : Non qualifié
- 2007 : huitième de finale
- 2009 : Non  qualifié
- 2011 : Non  qualifié
- 2013 : Non  qualifié
- 2015 : Non  qualifié
- 2017 : Non  qualifié
- 2019 : Non  qualifié
- 2021 : Qualifié[6] Annulé [7]
- 2023 : huitième de finale
- 2025 : Non  qualifié